# Monticello Conte Otto
Monticello Conte Otto ist eine norditalienische Gemeinde (comune) mit 9078 Einwohnern (Stand 31. Dezember 2023) in der Provinz Vicenza in Venetien. Die Gemeinde liegt etwa 6 Kilometer nordöstlich von Vicenza. Der Astichello fließt von hier aus Richtung Bacchiglione.

## Verkehr
Östlich verläuft die A31. Der nächste Autobahnanschluss befindet sich allerdings in der Gemeinde Bolzano Vicentino (Ortsteil Ospadeletto). Im Ortsteil Cavazzale von Monticello Conte Otto befindet sich ein Bahnhof, der von Zügen auf der nichtelektrifizierten Bahnstrecke von Vicenza nach Schio bedient wird.

## Sehenswertes
Im Ortsteil Vigardolo befindet sich die Villa Valmarana Bressan, die von Andrea Palladio errichtet wurde.

## Persönlichkeiten
- Giacomo Zanella (1820–1888), Schriftsteller (in Cavazzale verstorben)